# 安格莉卡·黑尔曼
安格莉卡·黑尔曼（德語：Angelika Hellmann，1954年4月10日—），德国女子体操运动员。她曾代表东德参加1972年和1976年夏季奥林匹克运动会体操比赛，获得一枚银牌和一枚铜牌。